# Canale d'Agordo
Canale d'Agordo (benämnd Forno di Canale fram till 1964) är en stad och kommun i provinsen Belluno i regionen Veneto i norra Italien. Kommunen hade 1 115 invånare (2018).

## Personer från Canale d'Agordo
- Johannes Paulus I (Albino Luciani), påve 1978